# Il fiume (film 1997)
Il fiume (He liu) è un film taiwanese del 1997 diretto da Tsai Ming-liang.

## Trama
Hsiao-kang è un giovane che vive assieme ai genitori in un piccolo appartamento di Taipei, pur rivolgendo loro raramente la parola. Il padre, pensionato, è alla costante ricerca di avventure sessuali in una sauna gay della città, mentre la madre lavora come ascensorista presso un albergo ed intrattiene una relazione clandestina con un commerciante di videocassette pornografiche pirata.
Un giorno, dopo essersi reincontrato con una sua ex-fidanzata, Hsiao-kang viene da questa portato su un set cinematografico ad assistere alle riprese di un film, dove la regista (per la quale la ragazza lavora come assistente) gli propone di figurare nella pellicola in qualità di comparsa, interpretando il ruolo di un cadavere che galleggia sull'inquinato fiume Tamsui.
Al termine delle riprese, Hsiao-kang e la ragazza consumano un appassionato rapporto sessuale in una stanza d'albergo. Poco tempo dopo quell'esperienza, però, il giovane comincia ad accusare fortissimi dolori al collo. I numerosi tentativi d'alleviare il proprio dolore si rivelano vani e, dopo essere persino stato ospedalizzato a causa delle sue condizioni fisiche sempre più incapacitanti, viene dal padre portato da un guaritore a Taichung.
Dopo un primo consulto, il guaritore congeda i due dicendo loro che li richiamerà non appena gli dei "verranno" da lui. In attesa di essere contattati dal guaritore, si fermano in un albergo, dove il padre decide di andare a visitare la vicina sauna gay; anche il figlio ha la stessa idea.
Alla sauna, nell'oscurità ed intimità di una delle cabine, padre e figlio, ignari della presenza l'uno dell'altro nel locale, si masturbano vicendevolmente. Quando il padre accende finalmente la luce, reagisce, con sgomento, schiaffeggiando il figlio, che faticosamente fugge via.
Il mattino seguente, ricevono l'attesa telefonata del guaritore, che l'informa di come gli dei, venuti a trovarlo la notte precedente, gli abbiano comunicato la guarigione prossima del giovane. Dopodiché, con il padre uscito a prendere la colazione, Hsiao-kang, rimasto solo nella stanza dell'hotel, apre la porta della terrazza e si affaccia tra mille dolori dalla balconata. Di sotto giungono i suoni della città.

## Riconoscimenti
- 1997 - festival di Berlino
  - Orso d'argento